# Eleanor (Virginia Occidentale)
Eleanor è una città degli Stati Uniti d'America, situata nello Stato della Virginia Occidentale e in particolare nella Contea di Putnam, lungo il corso del Kanawha River.

## Storia
Eleanor è stata fondata nel 1934 nell'ambito del progetto New Deal, che aveva lo scopo di risollevare il Paese dalla grande crisi del '29. Fu chiamata così in onore di Eleanor Roosevelt, moglie del Presidente degli Stati Uniti Franklin Delano Roosevelt.